# المعهد المشرقي البابوي
المعهد المشرقي البابوي (باللاتينية: Pontificium Institutum Orientalium Studiorum، وبالإيطالية: Pontificio Instituto Orientale، وبالإنجليزية: Pontifical Oriental Institute)، ويُعرف اختصارًا بالأورينتالي، هو مؤسسة علمية في روما، يختص بصفة أساسية بدراسة المسيحية الشرقية.

## تاريخ الكلية
أسس المعهد البابا بندكت الخامس عشر سنة 1917، وعهد به البابا بيوس الحادي عشر إلى اليسوعيين سنة 1922، وحث الأساقفة على إلحاق الطلاب بالمعهد ليصيروا أساتذة للدراسات الشرقية.

## من أشهر الأساتذة والخريجين
- بولس ملا
- الأب سمير خليل اليسوعي